# Yann Lemeur
 (avril 2020).
 (avril 2020).
Si vous disposez d'ouvrages ou d'articles de référence ou si vous connaissez des sites web de qualité traitant du thème abordé ici, merci de compléter l'article en donnant les références utiles à sa vérifiabilité et en les liant à la section « Notes et références ».
Pas d'image ? Cliquez ici

a Compétitions nationales et continentales officielles uniquement.

b Matchs officiels uniquement.
Yann Lemeur né le 29 mars 1967 à Paris, est un joueur international français de rugby à XV, c’était un joueur polyvalent qui pouvait jouer troisième ligne aile, deuxième ligne et troisième ligne centre.

## Clubs successifs
- Racing Club de France
- Club athlétique Bordeaux Bègles Gironde
- Stade bordelais

## Palmarès
- 1 sélection en équipe de France contre l’équipe de Roumanie le 20 mai 1993.